# Карри, Энн
Энн Карри (род. 19 ноября 1956 года) — американская телеведущая, журналистка новостей и фотокорреспондент. В июне 2012 она стала Национальным и Международным корреспондентом/ведущей Новостей NBC. Она была помощницей ведущего Today (программа) с 9 июня 2011 по 28 июня 2012 и ведущий новостей программы с марта 1997 до того как стала помощницей ведущего.
Отец Энн Карри встретил мать Энн в Японии после Второй мировой войны. Он не получил разрешения на брак с ней от американского военного руководства, но женился.
Карьеру журналистки Энн начала в 1978 году в NBC филиале (теперь ABC) в Медфорде. Затем Карри переехала в Лос-Анджелес, где как репортёр телеканала KCBS получила две премии Эмми.
17 декабря 2007 года Энн Карри прыгнула с Транспортного моста в Мидлсбро (Англия), чтобы собрать деньги на благотворительные цели.

## Награды
- Эмми 1987; 2005[1] и 2007[2]
- Golden Mic (4)
- Certificate of Excellence, Ассошиэйтед Пресс
- Грейси
- Excellence in Reporting, Национальная ассоциация содействия прогрессу цветного населения
- National Journalism Award, Asian American Journalists Association[англ.], 2003
- Pioneer Award, Орегонский университет, 2003
- Введена в Hall of Achievement, Орегонский университет, 2002[1][3]
- Common Wealth Award of Distinguished Service[англ.], 2008
- Почетные степени[4][5] в четырёх университетах